# Maria Iliescu
Maria Iliescu (n. 1 iunie 1927, Viena, Republica Austriacă – d. 21 ianuarie 2020, Craiova, România) a fost un lingvist și filolog austriac, profesor universitar de  limbi romanice și lingvistică generală.

## Biografie
S-a născut la Viena, Austria. După Anschluss (absorbirea Austriei în Al treilea Reich) din 1938 familia s-a mutat în România unde Maria Iliescu a intrat la Liceul „Notre Dame de Sion” din București. După absolvirea acestuia a urmat cursurile Facultății de Litere, secția de filologie clasică și secția de istorie, a Universității din București. În anul 1950 ea a devenit asistentă la catedra de filologie clasică și lingvistică generală (Alexandru Graur). Din 1952 până în 1972 a fost cercetător principal la Institutul de Lingvistică al Academiei. În aceeași perioadă și-a susținut doctoratul cu teza Les frioulan à partir de dialectes parlés en Roumanie (la Iorgu Iordan). Din 1972 Maria Iliescu a activat ca profesor la Universitatea din Craiova.
În anul 1983 familia Iliescu s-a refugiat și s-a stabilit la Erkrath, Germania. În același an Maria Iliescu a devenit profesor la Universitatea din Innsbruck (Austria). În plus, din 1989 a fost profesor la Universitatea din Trento (Italia) și în 1999 a revenit la Universitatea din Craiova unde a fost conducător de doctorat la Facultate de Litere. Din anul 2001 ea a fost vicepreședinte al Societății de Lingvistică Romanică (Strasbourg), iar din anul 2007 a fost președinte. A publicat sute de studii și articole.

## Premii și distincții
- 1954 premiul de stat cl. II pentru activitatea la Gramatica limbii române[6]
- 1974 premiul Academiei pentru cartea Le frioulan à partir des dialectes parlés en Roumanie[7]
- 1998 doctor honoris causa al Universității de Vest din Timișoara[7]
- 1999 membru de onoare al Institutului de Lingvistică Iorgu Iordan[7]
- 2004 marele premiu de științǎ al Landului Tirol[8]
- 2005 doctor honoris causa al Universității din București[9]
- 2007 doctor honoris causa al Universității din Innsbruck[10]
- 2009 Ordinul Național „Serviciul Credincios” în gradul de „comandor“[11]
- 2014 doctor honoris causa al Universității din Craiova.[12]